# Niklas Ekdal
Niklas Ingemar Ekdal, född 6 maj 1961 i Sävsjö, Jönköpings län, är en svensk journalist, författare, TV-personlighet och tidigare politisk redaktör i Dagens Nyheter.

## Uppväxt
Niklas Ekdal är uppvuxen i Kisa och Linköping i Östergötland.

## Utbildning
Ekdal har universitetsstudier i historia, statsvetenskap och litteraturvetenskap bakom sig, i Linköping, Lund och Oxford.

## Arbetsliv
Efter gymnasiet började han arbeta på Vimmerby Tidning.
Under studietiden gjorde Ekdal också FN-tjänst som officer i Libanon två gånger under 1980-talet, och i Saudiarabien under Kuwaitkriget 1991. Därefter arbetade han på försvarsstaben som utrikespolitisk analytiker och redaktör.
1990 började han som ledarskribent på Expressen och arbetade de sista fem åren som ledarredaktionens chef. Sin tjänst på Dagens Nyheter tillträdde han år 2001.
Ekdal kan bland annat ses på EFN och Axess Television, där han sedan 2006 har lett programmen Studio Ekdal och Global Axess.
År 2009 lämnade han sitt uppdrag som politisk redaktör för Dagens Nyheter och övergick till eget företagande som fri skribent, författare, programledare, föreläsare och moderator. Hösten 2012 försökte han ta sitt liv i sviterna efter en allvarlig hjärnskakning, vilket han berättade om i memoarboken Hur jag dog fyra år senare.
Under 2013 ledde Niklas Ekdal SVT:s intervjuprogram Min sanning.
Under 2019 och 2020 var han programledare för SVT:s samhällsprogram Ekdal & Ekdal tillsammans med sin kusin Lennart Ekdal, samt medverkade som programledare för SVT Forums Politik i bokhyllan. Han skriver regelbundet i bland annat Dagens Nyheter, Affärsvärlden, Upsala Nya Tidning och Kyrkans Tidning.

### Skönlitteratur
I september 2008 kom han ut med en politisk thriller, I döden dina män (Forum), som handlar om Sveriges historia och den svenska folksjälen, och har översatts till bland annat tyska, danska och turkiska. Han har sedan dess gett ut ytterligare en thriller, Kvinnan utan egenskaper, och flera kritikerrosade fackböcker inom politik och historia.
Valåret 2018 utkom han med den politiska satiren "Öppna era hjärtan".
Hösten 2022 kom han ut med boken Hur vi levde, på Mondial förlag – en fristående uppföljare till hyllade Hur jag dog, där han flyttar blicken från sig själv, mot samhället.

## Priser och utmärkelser
Tidningen Elle placerade Niklas Ekdal 2005 på plats 10 över Sveriges sexigaste män.
Tidningen DSM placerade honom 2006 på plats 6 bland Sveriges viktigaste opinionsbildare.
2017 fick han "Priset för bästa rapportering om självmord" av Suicide Zero.
Ekdal bidrog till SVT-serien "30 liv i veckan" som fick priset Kristallen för 2017 års fakta- och aktualitetsprogram.
2018 utnämndes han till hedersdoktor vid Linköpings universitet.
Programmet Ekdal fick 2007 Dagens Medias TV-pris som årets alternativa samhälls- och kulturprogram.